# CG 1200 S
La CG 1200 S è un'autovettura sportiva di fascia bassa prodotta in piccola serie dal 1968 al 1972 dalla piccola Casa automobilistica francese CG Automobiles.

## Storia e profilo
Introdotta nell'autunno del 1968, la CG 1200 S costituì la naturale evoluzione della versione 1000, rispetto alla quale si differenziava innanzitutto per le novità meccaniche: il nuovo modello era infatti caratterizzato dalla presenza del più potente motore da 1204 cm³ in grado di erogare fino ad 80 CV di potenza massima. Tale motore, mutuato direttamente dalla Simca 1200 S Bertone, fu in grado di spingere la leggera vettura a ben 185 km/h di velolcità massima. Tra le altre novità tecniche vanno inoltre segnalati il radiatore spostato davanti, per meglio bilanciare la ripartizione delle masse tra avantreno e retrotreno, ma anche per migliorare il raffreddamento del motore, sistemato ancora una volta in posizione posteriore trasversale a sbalzo. Ed inoltre, lo sterzo non fu più a vite e rullo, ma a cremagliera, mentre comparve il servofreno, assente nella CG 1000 e che trovò alloggiamento sotto il cofano anteriore. Esteticamente la CG 1200 S si distingueva dalla CG 1000 per pochi ma visibili dettagli, tra cui la presenza di una presa d'aria sotto il paraurti anteriore (che serviva a convogliare aria nel radiatore e da qui al motore), l'arrivo di una coppia di fari anteriori supplementari (optional nella CG 1000) e l'assenza della vistosa bombatura sul cofano posteriore.
Fin dal suo debutto, la produzione della CG 1200 S prevedeva sia la versione coupé che la versione spider. In realtà, però, la coupé era una spider con hard-top. Un anno dopo il lancio della CG 1200 S, il motore venne portato ad 85 CV e la velocità massima salì a 188 km/h, mentre nell'estate del 1970 venne approntata una piccolissima serie di 20 esemplari della cosiddetta CG 548, una versione destinata a chi si voleva cimentare nelle competizioni. La sigla indicava il peso della vettura, sceso da 660 a 548 kg mediante l'utilizzo di materiali più leggeri (alluminio per gli scatolati del telaio, plexiglas per i finestrini, ecc) e mediante l'eliminazione di componenti come la tappezzeria e la moquette. Inoltre, il motore da 1.2 litri venne sovralimentato mediante un compressore Constantin, grazie al quale la potenza massima salì a 120 CV. Tale versione fu prodotta anche nell'ambito di una maggior intensificazione dell'attività sportiva della CG, forte dell'appoggio finanziario della Chrysler, proprietaria del marchio SIMCA e che già dall'anno prima si mosse proprio per conferire una maggior immagine sportiva alla Casa di Poissy, sfruttando a tal fine la piccola azienda di Brie-Comte-Robert che da sempre utilizzava motori Simca per i suoi modelli sportivi.
La produzione della CG 1200 S terminò nel 1972 dopo un totale di circa 280 esemplari (CG 548 comprese).

## Scheda tecnica
| Modello                               | 1200 S | 548 |
| ------------------------------------- | --- | --- |
| Motore                                | Type 354 | Type 354 |
| Posizione                             | Posteriore longitudinale a sbalzo, inclinato a sinistra di 15°                                                   | Posteriore longitudinale a sbalzo, inclinato a sinistra di 15°                                                   |
| Numero e disposizione dei cilindri    | 4 in linea | 4 in linea |
| Cilindrata (cm³)                      | 1204 | 1204 |
| Alimentazione                         | Due carburatori doppio corpo Solex 35PHH 5                                                                       | Due carburatori doppio corpo Solex + sovralimentazione mediante compressore Constantin                           |
| Potenza nominale (kW [CV] a giri/min) | 59 (80)/6000 (dal 1969, 62.5 (85)/6200)                                                                          | 88 (120)/6200 |
| Coppia nominale [Nm] a giri/min]      | 103/4500 | - |
| Frizione                              | Monodisco a secco                                                                                                | Monodisco a secco                                                                                                |
| Trazione                              | Posteriore | Posteriore |
| Cambio                                | Manuale a 4 marce + RM                                                                                           | Manuale a 4 marce + RM                                                                                           |
| Telaio                                | Separato a trave centrale con traverse anteriore e posteriore più elementi scatolati di rinforzo                 | Separato a trave centrale con traverse anteriore e posteriore più elementi scatolati di rinforzo                 |
| Scocca                                | Separata in materiale composito misto (poliestere e vetroresina)                                                 | Separata in materiale composito misto (poliestere e vetroresina)                                                 |
| Sospensioni ant.                      | Ruote indipendenti, molla trasversale a balestra ed ammortizzatori idraulici telescopici a doppio effetto        | Ruote indipendenti, molla trasversale a balestra ed ammortizzatori idraulici telescopici a doppio effetto        |
| Sospensioni post.                     | Ruote indipendenti, molle elicoidali, bracci oscillanti ed ammortizzatori idraulici telescopici a doppio effetto | Ruote indipendenti, molle elicoidali, bracci oscillanti ed ammortizzatori idraulici telescopici a doppio effetto |
| Impianto frenante                     | Freni idraulici a disco sulle quattro ruote, servofreno                                                          | Freni idraulici a disco sulle quattro ruote, servofreno                                                          |
| Pneumatici                            | Anteriori 145x13, posteriori 155x13                                                                              | Anteriori 145x13, posteriori 155x13                                                                              |
| Sterzo                                | Cremagliera | Cremagliera |
| Massa in ordine di marcia             | 660 | 548 |
| Serbatoio                             | 53 litri | 53 litri |
| Velocità massima                      | 185 (188 dal 1969)                                                                                               | - |
| Consumo medio                         | - | - |
| Anni di produzione                    | 1968-72 | 1970-71 |
| Prezzo al debutto in franchi francesi | 21.480 | 35.000 |